# Lothar Binding

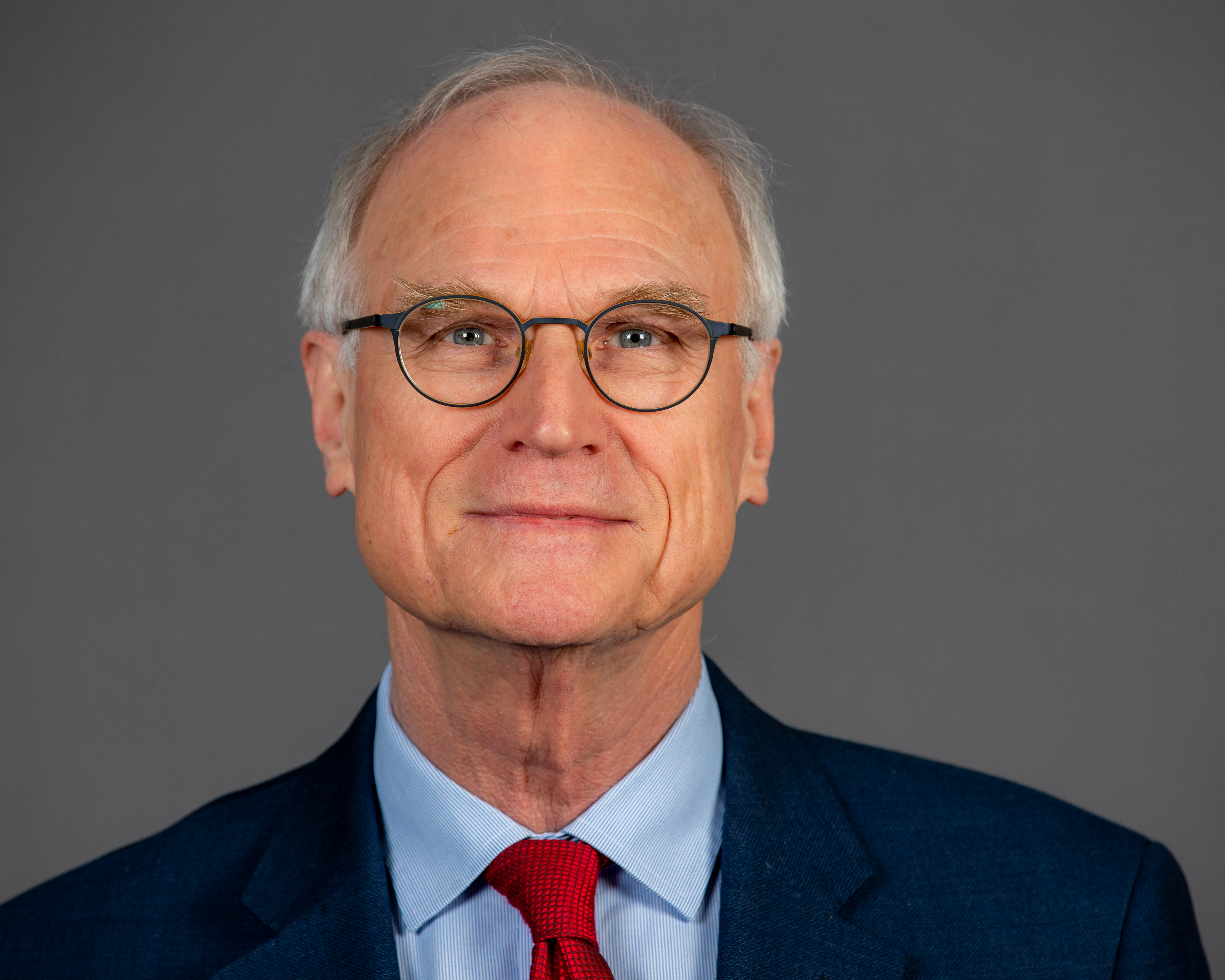
Lothar Binding (2020)

Lothar Binding (ur. 1 kwietnia 1950 w Sandershausen) – niemiecki polityk. Od 1998 roku członek Bundestagu z ramienia partii SPD.
Po ukończeniu specjalnego szkolenia pracował jako elektryk. Równolegle, w roku 1973, rozpoczął studia na kierunkach matematyki, fizyki i filozofii, które ukończył w 1981. Potem pracował jako współpracownik naukowy przy centrum przetwarzania danych Uniwersytetu Heidelberg.
W roku 1966 wstąpił do SPD. Od roku 1988 jest członkiem Bundestagu. Reprezentuje okręg wyborczy nr 275 (Heidelberg/Weinheim).